# 羊亮
羊亮（？—？），字长玄，泰山郡南城县（今山东省新泰市）人，西晋车骑掾羊繇第四子，西晋官员。

## 生平
羊亮有才能，多计谋，与他来往的人，羊亮一定假装非常热情坦率，人们都以为了解了羊亮的内心，然而并不是真实的。羊亮一开始担任太傅杨骏的参军，当时京兆郡很多盗窃案。杨骏想要加重刑法，盗窃一百钱就判死刑，让官属一同商议。羊亮说：“昔日楚国江乙的母亲丢失布匹，认为偷盗是因令尹产生。您要是没有私欲，盗窃应该自然止息，为什么要加重刑法呢？”杨骏惭愧而作罢。羊亮屡次升任大鸿胪。当时晋惠帝在长安，羊亮与关东合谋，内心不安，逃到并州，被刘渊杀害。

## 家庭

### 曾祖
- 羊续，东汉太尉[2]

### 祖父
- 羊秘，京兆太守[2]

### 父母
- 羊繇，西晋车骑掾[2]
- 乐氏，乐国祯之女[2]

### 兄弟
- 羊秉，西晋抚军参军[2][3]
- 羊洽[2]
- 羊式[2]
- 羊忱，西晋侍中[2]